# Tidarren konrad
Tidarren konrad is een spinnensoort in de taxonomische indeling van de kogelspinnen (Theridiidae).
Het dier behoort tot het geslacht Tidarren. De wetenschappelijke naam van de soort werd voor het eerst geldig gepubliceerd in 2006 door Knoflach & Antonius van Harten.